# Теллес, Алекс
А́лекс Никола́о Те́ллес (порт. Alex Nicolao Telles, бразильский португальский: [aˈlɛks ˈtɛlis]; 15 декабря 1992, Кашиас-ду-Сул) — бразильский футболист, левый защитник футбольного клуба «Ботафого». Выступает за сборную Бразилии.

## Клубная карьера
Алекс Теллес — воспитанник клуба «Жувентуде». Дебютировал в его основном составе 24 января 2011 года в игре с «Сан-Жозе» (1:2), выйдя на замену на 73-й минуте. 20 августа Алекс забил свой первый гол в карьере, поразив ворота «Крузейро» (1:1).
12 декабря 2012 года Теллес перешёл из «Жувентуде» в «Гремио». 3 февраля 2013 года Алекс впервые вышел на поле в футболке «триколора», отыграв все 90 минут дерби с «Интернасьоналом» (1:2).
В январе 2014 года было объявлено о том, что Теллес станет игроком «Галатасарая», сумма трансфера составила 8,8 миллионов евро.
В августе 2015 года было объявлено о том, что Алекс Теллес станет игроком «Интернационале». Был взят в аренду у «Галатасарая».
В июле 2016 года перешёл из «Галатасарая» в «Порту» за 6,5 млн евро.
5 октября 2020 года перешёл в английский клуб «Манчестер Юнайтед», сумма трансфера составила 15 млн евро. Бразилец подписал четырёхлетний контракт с возможностью продления ещё на один год. 20 октября 2020 года дебютировал за «Манчестер Юнайтед» в матче группового этапа Лиги чемпионов против «Пари Сен-Жермен».
4 августа 2022 года перешёл в испанскую «Севилью» на правах аренды до конца сезона 2022/23.
23 июля 2023 года перешёл в саудовский клуб «Ан-Наср» за 6 млн фунтов.
3 сентября 2024 года Теллес вернулся в Бразилию и на правах свободного агента подписал контракт с «Ботафого» сроком на 2 года.

## Карьера в сборной
Помимо бразильского, у Теллеса есть итальянский паспорт: гипотетически это давало ему шанс сыграть за сборную Италии. В марте 2019 года он получил свой первый вызов в сборную Бразилии, а 23 марта дебютировал за неё в матче против сборной Панамы.

## Достижения
«Жувентуде»
- Обладатель Кубка ФГФ (2): 2011, 2012

«Галатасарай»
- Чемпион Турции: 2014/15
- Обладатель Кубка Турции (2): 2013/14, 2014/15
- Обладатель Суперкубка Турции: 2015

«Порту»
- Чемпион Португалии (2): 2017/18, 2019/20
- Обладатель Кубка Португалии: 2019/20
- Обладатель Суперкубка Португалии: 2018

«Манчестер Юнайтед»
- Финалист Лиги Европы УЕФА: 2020/21

«Севилья»
- Победитель Лиги Европы УЕФА: 2022/23

«Аль-Наср»
- Победитель Арабской лиги чемпионов: 2023